# Pier Antonio Mecacci
Pier Antonio Mecacci (Livorno, 12 febbraio 1940) è un truccatore italiano.

## Biografia
Figlio d'arte – il padre, Piero, è anch'esso truccatore, così come il cugino Gianfranco, mentre il fratello Luciano Mecacci sarà professore di psicologia generale e prorettore dell'Università degli Studi di Firenze – lascia ben presto gli studi per iniziare a lavorare nel cinema italiano alla Pisorno di Tirrenia come assistente del padre debuttando a soli sedici anni, nel 1956, nel film Sette canzoni per sette sorelle diretto da Marino Girolami. Tre anni dopo, con il padre e il cugino, si trasferisce a Cinecittà dove è assistente truccatore in Messalina Venere imperatrice di Vittorio Cottafavi. Il suo film d'esordio come capo truccatore è del 1961, con Morte di un bandito per la regia di Giuseppe Amato, accanto a Carlo Pedersoli (il futuro Bud Spencer) nelle insolite vesti di segretario di produzione. Nei primi film, di genere peplum, diretti da Gianfranco Parolini, viene accreditato come Antonio Mecacci per distinguerlo dal padre.
È l'inizio di una carriera trentennale e prestigiosa, dove lavora con registi affermati come Elio Petri, Francesco Maselli, Marco Ferreri e Giuliano Montaldo ed è il truccatore di fiducia di Claudia Cardinale in diversi film, tra i quali Ruba al prossimo tuo..., L'udienza e Bello, onesto, emigrato Australia sposerebbe compaesana illibata. Negli ultimi anni lavora saltuariamente in qualche film televisivo, anche in un episodio de Il commissario Montalbano.

## Filmografia

### Assistente o aiuto truccatore
- Sette canzoni per sette sorelle, regia di Marino Girolami (1956)
- Messalina Venere imperatrice, regia di Vittorio Cottafavi (1959)
- Chi si ferma è perduto, regia di Sergio Corbucci (1960)
- Anno 79: la distruzione di Ercolano, regia di Gianfranco Parolini (1962)
- Il vecchio testamento, regia di Gianfranco Parolini (1963)

### Truccatore
- Morte di un bandito, regia di Giuseppe Amato (1961)
- Sansone, regia di Gianfranco Parolini (1961)
- La furia di Ercole, regia di Gianfranco Parolini (1962)
- I dieci gladiatori, regia di Gianfranco Parolini (1963)
- Gli invincibili tre, regia di Gianfranco Parolini (1963)
- La vendetta dei gladiatori, regia di Luigi Capuano (1964)
- Il ranch degli spietati, regia di Jaime Jesus Balcazar e Roberto Bianchi Montero (1964)
- Tiffany memorandum, regia di Sergio Grieco (1966)
- A ciascuno il suo, regia di Elio Petri (1967)
- Fai in fretta ad uccidermi... ho freddo!, regia di Francesco Maselli (1967)
- Ruba al prossimo tuo..., regia di Francesco Maselli (1968)
- Un tranquillo posto di campagna, regia di Elio Petri (1968)
- La tenda rossa, regia di Mikhail Kalatozov (1969)
- Il prof. dott. Guido Tersilli primario della clinica Villa Celeste convenzionata con le mutue, regia di Luciano Salce (1969)
- Nell'anno del Signore, regia di Luigi Magni (1969)
- Le avventure di Gerard (Adventures of Gerard), regia di Jerzy Skolimowski (1970)
- Senza via d'uscita, regia di Piero Sciumé (1970)
- La classe operaia va in paradiso, regia di Elio Petri (1971)
- Le pistolere (Les pétroleuses), regia di Christian-Jaque (1971)
- Bello, onesto, emigrato Australia sposerebbe compaesana illibata, regia di Luigi Zampa (1971)
- L'udienza, regia di Marco Ferreri (1972)
- Gli ordini sono ordini, regia di Franco Giraldi (1972)
- Sbatti il mostro in prima pagina, regia di Marco Bellocchio (1972)
- Il clan dei marsigliesi (L'excommunié), regia di José Giovanni (1972)
- Vogliamo i colonnelli, regia di Mario Monicelli (1973)
- La proprietà non è più un furto, regia di Elio Petri (1973)
- Il fiore dai petali d'acciaio, regia di Gianfranco Piccioli (1973)
- Brigitte, Laura, Ursula, Monica, Raquel, Litz, Maria, Florinda, Barbara, Claudia e Sofia, le chiamo tutte "anima mia", regia di Mauro Ivaldi (1973)
- Libera, amore mio!, regia di Mauro Bolognini (1973)
- Spasmo, regia di Umberto Lenzi (1974)
- I guappi, regia di Pasquale Squitieri (1974)
- Mondo candido, regia di Gualtiero Jacopetti e Franco Prosperi (1974)
- A mezzanotte va la ronda del piacere, regia di Marcello Fondato (1975)
- Qui comincia l'avventura, regia di Carlo Di Palma (1975)
- Un genio, due compari, un pollo, regia di Damiano Damiani (1975)
- 40 gradi all'ombra del lenzuolo, regia di Sergio Martino (1976)
- Suspiria, regia di Dario Argento (1977) – supervisione
- Il vizietto (La cage aux folles), regia di Édouard Molinaro (1978)
- Il giocattolo, regia di Giuliano Montaldo (1979)
- Mani di velluto, regia di Castellano e Pipolo (1979)
- Inferno, regia di Dario Argento (1980)
- Contamination, regia di Luigi Cozzi (1980)
- Il vizietto II (La cage aux folles II), regia di Edouard Molinaro (1980)
- Occhio alla penna, regia di Michele Lupo (1981)
- Bollenti spiriti, regia di Giorgio Capitani (1981)
- La casa stregata, regia di Bruno Corbucci (1982)
- Sesso e volentieri, regia di Dino Risi (1982)
- Tenebre, regia di Dario Argento (1982)
- Giallo a Malta (Trenchcoat), regia di Michael Tuchner (1983)
- Vacanze di Natale, regia di Carlo Vanzina (1983)
- Phenomena, regia di Dario Argento (1985)
- Un corpo da spiare (Mata Hari), regia di Curtis Harrington (1985)
- Grandi magazzini, regia di Castellano e Pipolo (1986)
- Il burbero, regia di Castellano e Pipolo (1986)
- Mak π 100, regia di Antonio Bido (1988)
- Treno di panna, regia di Andrea De Carlo (1988)
- Il decimo clandestino, regia di Lina Wertmüller (1989) – film televisivo
- La bocca, regia di Luca Verdone (1991)
- La neve sul fuoco, episodio di La domenica specialmente, regia di Marco Tullio Giordana (1991)
- L'angelo con la pistola, regia di Damiano Damiani (1992)
- Vacanze di Natale '95, regia di Neri Parenti (1995)
- Croce e delizia, regia di Luciano De Crescenzo (1995)
- Come mi vuoi, regia di Carmine Amoroso (1996)
- Tu ridi, regia di Paolo e Vittorio Taviani (1998)
- Mio figlio ha 70 anni, regia di Giorgio Capitani (1999) – film televisivo
- Il giro di boa, episodio di Il commissario Montalbano, regia di Alberto Sironi (2005) – film televisivo
- Red Land (Rosso Istria), regia di Maximiliano Hernando Bruno (2018) – supervisore